# Гатовские
Гатовские (пол. Hattowski) — польский дворянский род герба Колюмна.
Потомство Григория Гатовского, владевшего в 1684 году поместьями в Полоцком воеводстве.
Род внесён в VI часть дворянской родословной книги Витебской губернии.
Готовский Семён Осипович (Гаттовский) — генерал-майор, Георгиевский кавалер. Его сын Михаил Семёнович. Этот род внесён во II ч. ДРК Могилёвской губернии.
Heronim Hatowski (до 1566- до 1623) в 1596 от короля Польши Сигизмундa III за военные заслуги получил Buslawicze в Минском воеводстве. Был женат на Анне (Наnnа Korsakovа) Корсак имел сына Павла
Павел Гатовский (до 1600 — до 1655) стал владельцем Buslawicze в 1623 г, был женат на Эльжбете Межинской (Elżbiety Mężyńskie), от которой родился сына Jerzy
Ержи Гатовский (до 1640 — до 1700) стал владельцем Buslawicze в 1655 г, был женат на Анне Лавецкой (Anną Ławecką), имел сына Андрея
Andrzej Hatowski (после 1650 до 1730) был женат на Konstancyi Kossakowskiej (Коссаковские) у них было 6 сыновей: Franciszk, Floryan, Jakób, Grzegori, Mateusz и Felicyan
В 1727 на сейме воеводства Минского, Гатовским выдано свидетельство о дворянстве, однако нет достоверных данных о том, к какому гербу относился в это время этот род.
Старший сын Андрея Гатовского — Фелициан Гатовский продал Buslawicze в 1727 году.
Franciszk Hatowski (?-1760) жена неизвестна, имел сына Janа Michałа
Jan Michał Hatowski был женат на Maryi Denisewiczówny (Денисевичи — род внесён в 6-ю часть ДРК Минской губернии) и оставил двоих сыновей гр (до 1718 до 1800) Яна-Адама и Иосифа.
Ян Адам Hatowski Городничий Могилевский в 1753 r., в 1771 r. Купил поместье Chackowicze, в уезде czausowskim. Был женат на Krzywobłocką, и оставил сына Семена (Szymona) и дочерей Изидору, Катерину (замужем за Zienkowich), Домну (замужем за NowosielskI). Семен Гатовский (?1750-?1820) был владельцем Chackowicz на ком женат был не известно, но оставил сыновей: Jan, Login, Викентия, Томаша и дочь Петронеллу.
Józef  Hatowski (1719 — до 1800) ротмистр Ливонский, владелец Sińska был женат 1-м браком на Марианне Левкович (Левковские Maryanną Lewkowiczówną) дочери казначея брестского, вторым браком на Францизске Сулковской (Сулковские Franciszką Sułkowską)

## Описание герба
В червлёном щите серебряная колонна, украшенная золотой короной.
Щит увенчан дворянским коронованным шлемом. Нашлемник: серебряная колонна, украшенная золотой короной. Намёт: червлёный, подложен серебром.